# Szerelmi számtan
A Szerelmi számtan (eredeti címe: Stand-In) 1937-ben bemutatott fekete–fehér amerikai filmvígjáték Tay Garnett rendezésében. 
Magyarországon 1939. november 1-jén mutatták be.
A film a hollywoodi filmgyártás klasszikus korszakának módszereit parodizálja.

## Cselekménye
A hollywoodi Colossal Pictures filmgyár produkcióinak nincs sikere, ezért Pettypacker és fia, a tulajdonosok túl akarnak adni rajta. Az egyik igazgatósági tag, Atterbury Dodd matematikus számításai szerint azonban a gyár nyereségessé tehető, ezért a megmentését javasolja, így kinevezik őt stúdióvezetőnek. Egy kis színésznő, Lester Plum segítségével sikerül legyőznie félszegségét és betekintenie a kulisszák mögé. Megismerjük a hollywoodi filmgyártás élősködő figuráit, a filmkészítés parodisztikusan ábrázolt jellegzetes alakjait: a részeges producert, a korrupt rendezőt, a kiöregedett, de jeleneteihez ragaszkodó filmsztárt, a leendő új tulaj mesterkedéseit, közben a professzor és a kis színésznő között kölcsönös vonzalom támad. 
Az elkészülő új film bukásra van ítélve. Pettypackerék eladják a gyárat és visszavonják Dodd megbízatását. Ő azonban a részvényeseket megnyerve ellenakciót szervez, átdolgoztatja a filmet és megmenti a stúdiót, majd feleségül veszi Lester Plumot.

## Szereplők
- Leslie Howard – Atterbury Dodd
- Joan Blondell – Lester Plum
- Humphrey Bogart – Doug Quintain
- Alan Mowbray – Koslofski
- Marla Shelton – Thelma Cheri
- C. Henry Gordon – Ivor Nassau
- Jack Carson – Tom Potts
- Tully Marshall – Fowler Pettypacker
- J. C. Nugent – Ifj. Pettypacker
- William V. Mong – Cyrus Pettypacker